# Last Fair Day Gone Night
Last Fair Day Gone Night è il secondo album dal vivo del gruppo musicale svedese Katatonia, pubblicato il 17 giugno 2013 dalla Peaceville Records.

## Descrizione
Contiene l'audio del concerto tenuto dal gruppo a Londra in occasione dei loro vent'anni di carriera, durante il quale hanno proposto un set caratterizzato dall'esecuzione del quinto album Last Fair Deal Gone Down nella sua interezza e un altro composto dai alcuni brani che hanno caratterizzato il loro percorso musicale.
Il disco, originariamente pubblicato su triplo vinile, è stato in seguito ripubblicato in edizione doppio CD e doppio DVD il 15 settembre 2014.

## Tracce

### Edizione del 2013
Lato A
1. Dispossession
2. Chrome
3. We Must Bury You
4. Teargas

Lato B
1. I Transpire
2. Tonight's Music
3. Clean Today

Lato C
1. The Future of Speech
2. Passing Bird
3. Sweet Nurse
4. Don't Tell a Soul

Lato D
1. Brave
2. Right into the Bliss
3. The Promise of Deceit

Lato E
1. Nephilim
2. The Longest Year
3. July
4. New Night

Lato F
1. My Twin
2. I Break
3. Wait Outside
4. Dissolving Bonds
5. Forsaker

### Riedizione del 2014
CD 1 – Set I
1. Dispossession – 5:30
2. Chrome – 5:09
3. We Must Bury You – 2:49
4. Teargas – 3:14
5. I Transpire – 5:56
6. Tonight's Music – 4:17
7. Clean Today – 4:18
8. The Future of Speech – 5:42
9. Passing Bird – 3:46
10. Sweet Nurse – 4:02
11. Don't Tell a Soul – 5:56

CD 2 – Set II
1. Brave – 10:34
2. Nephilim – 4:27
3. My Twin – 3:45
4. I Break – 4:23
5. Right into the Bliss – 5:08
6. The Promise of Deceit – 4:15
7. Wait Outside – 3:38
8. The Longest Year – 4:40
9. July – 4:51
10. New Night – 4:32
11. Dissolving Bonds – 3:45
12. Forsaker – 4:46

DVD 1
1. Set I & Set II Full Concert Film – 110:04

DVD 2
1. Full Documentary Film – 146:13

## Formazione
- Jonas Renkse – voce
- Anders Nyström – chitarra solista e ritmica, cori
- Per Eriksson – chitarra solista e ritmica, cori
- Niklas Sandin – basso
- Daniel Liljekvist – batteria

## Classifiche
| Classifica (2014) | Posizione massima |
| ----------------- | ----------------- |
| Finlandia         | 49                |